# Underjordsbrytning

Långväggsbrytning i en kolgruva.

Underjordsbrytning är de metoder inom gruvdrift där brytningen inte sker under bar himmel. Från början skedde brytning alltid i öppna rum, i dagbrott. Några exempel finns att beskåda i Falu koppargruva och Sala silvergruva. På grund av rummens ökade vidder och alltför klena kvarlämnade bergpartier skedde ibland stora ras. Sedermera övergick man i vissa gruvor till pallbrytning, där en pall motsvarande en horisontell avsänkning i berget.
Under slutet av 1800-talet användes takbrytning med igensättning vilket nyttjas än idag, men med vissa modifikationer. Man arbetade sig nerifrån och uppåt i ett brytrum, och fyllde samtidigt på med gråberg utan utvinningsvärd malmhalt för att få lagom arbetshöjd. Inte så långt efter kom magasinbrytningen vilket liknade takbrytningen, men med den skillnaden att man lät malmen ligga kvar som golv, och tappade underifrån ut endast så mycket att arbetarna fick bra arbetshöjd. Det var en mycket vanlig metod i järnmalmsgruvor fram till 1960-talet. Rum- och pelarbrytning förekommer där malmen är flack, det vill säga den är ungefär som en bordsskiva till format och läge. Som namnet antyder bryter man i rum och kvarlämnar med jämna mellanrum pelare av malm som stöd för taket. Metoden användes bland annat i Laisvallgruvan i Laisvall.
Under 1900-talet introducerades skivrasbrytningen vilket innebär att man driver in orter i sidan av malmen och därefter spränger ned skivor av malmen och låter berget ovanför rasa ned. Därefter lastar man malm tills man når de rasmassor som inte innehåller brytningsvärd malm. Denna metod används till exempel i Kirunagruvan och Malmbergsgruvan.
Idag finns flera metoder, och olika varianter på dessa, allt beroende på malmens form och hållfasthet. I underjordsbrytning förekommer ofta orter vilket är en gång som följer en malmåder. En ort kan gå i vilken riktning som helst.